# Litoria arfakiana
Espèce
Synonymes
- Hyla arfakiana Peters & Doria, 1878

Statut de conservation UICN

 LC  : Préoccupation mineure
Litoria arfakiana est une espèce d'amphibiens de la famille des Pelodryadidae.

## Répartition
Cette espèce est endémique de Nouvelle-Guinée. Elle se rencontre entre 500 et 2 000 m d'altitude des monts Arfak dans la péninsule de Doberai dans la province de Papouasie occidentale en Indonésie à Agaun dans la province de Baie Milne en Papouasie-Nouvelle-Guinée.

## Description
L'holotype mesure 60 mm.

## Étymologie
Son nom d'espèce lui a été donné en référence au lieu de sa découverte, les monts Arfak.

## Publication originale
- Peters & Doria, 1878 : Catalogo dei rettili e dei batraci raccolti da O. Beccari, L. M. d'Albertis e A. A. Bruijn nella sotto-regione Austro-Malese. Annali del Museo Civico di Storia Naturale di Genova, sér. 1, vol. 13, p. 323-450 (texte intégral).